# Мунтян, Владимир Мирчавич
Владимир Мунтян (род. 31 января 1972 года, Днепр, Украина) — украинский телеевангелист, телепроповедник, писатель, основатель и лидер Миссии Возрождение мира. Известен как проповедник и общественный деятель, автор книг, телепрограмм и онлайн-трансляций. Мунтян также занимается благотворительностью и проводит религиозные мероприятия.

## Биография
Владимир Мунтян родился 31 января 1972 года в городе Днепр, Украина. С раннего возраста был вовлечён в религиозную деятельность и являлся членом церкви Христиан Веры Евангельской. В 1997 году он начал свою пасторскую деятельность, основав церковь в городе Перещепино, а затем в Новомосковске, области Днепра.
В 2002 году Владимир Мунтян основал духовный центр «Возрождение» в городе Днепр. На начальном этапе центр был небольшой общиной, но благодаря усилиям Мунтяна и его проповедям, он смог привлечь большое количество последователей. Центр быстро вырос и стал одним из крупных религиозных объединений в Украине, а позже расширился и за пределами страны.
В 2011 году филиал «церкви» был открыт в Киеве, и главная церковь организации переехала из Днепра. С 2022 года киевский филиал духовным центром «Возрождение» не эксплуатируется.
ДЦ «Возрождение» на пике своего развития насчитывало около 320 филиалов в Украине, России, Беларуси, а также в странах Европы. В настоящее время Владимир Мунтян активно осуществляет свою деятельность через интернет и телевидение, проводя онлайн-трансляции, молитвы и телекрусейды, что позволяет ему достигать ещё большей аудитории по всему миру. Основной офис организации сейчас находится в Азии.
С 2020 года Владимир Мунтян преимущественно (с 2022 года постоянно) проживает вне Украины: в Таиланде (2020 год), на Мальдивах (2024 год).

## Миссия Возрождения Мира
Миссия Возрождения Мира занимается как религиозной, так и благотворительной деятельностью. Церковь организует общественные молитвы и мероприятия, которые направлены на помощь нуждающимся. По словам Мунтяна, цель центра — помочь людям найти веру, преодолеть жизненные трудности и обрести надежду.
Центр активно поддерживает медицинские учреждения, интернаты и людей, находящихся в трудных жизненных ситуациях. Организация регулярно собирает средства для помощи больницам и другим социальным учреждениям, а Владимир Мунтян лично участвует в распределении помощи. Мунтян проводит круссейды и глобальные саммиты в Германии каждые 3-4 месяца, что способствует распространению его учения в Европе. Власти Германии благосклонно относятся к его деятельности.
На сегодняшний день основное внимание уделяется распространению учения через телевидение. Владимир Мунтян является основателем духовно-просветительского телеканала «Возрождение», который предлагает разнообразные программы для детей и молодежи, о семье, здоровье, а также передачи духовной тематики. Телеканал помогает зрителям углубляться в библейские истины, знакомиться с интересными жизненными историями, тем самым расширяя влияние Миссии Возрождения Мира на международном уровне.
В 2017 году телеканал «Возрождение» подтвердил своё лидерство в избранном направлении, получив награду «Компания года 2017».На основе экспертного анализа отрасли и показателей предприятия, Всеукраинским отраслево-аналитическим центром телерадиокомпания «Возрождение ТВ» была включена в Реестр надёжных и инвестиционно привлекательных предприятий.

## Личная жизнь
Владимир Мунтян состоит в браке с Викторией Мунтян, с которой воспитывает троих детей — Виолетту, Данила и Арину. Семья поддерживает его в религиозной деятельности и часто участвует в мероприятиях Возрождения.

## Признание и критика
Мунтян часто появляется в СМИ и активно ведёт медийную деятельность, включая телевидение и онлайн-платформы. Он является автором нескольких книг и регулярно проводит религиозные мероприятия, на которых собираются тысячи последователей.
Его деятельность вызывает разногласия и подвергается критике. Некоторые его методы и учения обсуждаются в различных расследованиях, но Мунтян утверждает, что его действия направлены на благо людей и распространение веры.

## Международная популярность
Духовный центр «Возрождение» и его основатель Владимир Мунтян приобретают всё большую популярность не только в Украине и странах СНГ, но и в Европе. Празднование 500-летия реформации протестантов способствовало усилению влияния Мунтяна в Европе. Он активно проводит мероприятия в Германии и других европейских странах, утверждая, что его миссия — проповедовать Евангелие по всему миру.

## Авторская деятельность
Владимир Мунтян является автором многочисленных проповедей, книг, авторских телепрограмм и онлайн-трансляций. Его работы переводятся на множество языков, и он служит миллионам людей по всему миру через телевидение и социальные сети. Книги Мунтяна охватывают темы личностного роста, духовного пробуждения и поиска смысла жизни.

## Национальный рекорд
Во время проведения библейского колледжа «Гора Моисея» церковь пастора Владимира Мунтяна и Духовный центр «Возрождение» установили национальный рекорд по созданию самого большого живого флага Украины, собрав 9,815 прихожан. Это событие стало важной вехой в деятельности центра и получило широкое освещение в СМИ.

## Колледж «Гора Моисея»
Ежегодный Колледж «Гора Моисея», организуемый Духовным Центром «Возрождение», представляет собой одно из крупнейших духовных мероприятий в Украине. В 2017 году Колледж собрал более 12 тысяч участников из около 100 стран. Мероприятие, проходящее в Киеве, известно своей уникальной атмосферой, сверхъестественными молитвами и чудесами исцеления.

## Книги и Благотворительный фонд
Владимир Мунтян является автором ряда книг, которые учат позитивному мышлению и глубоко раскрывают влияние мышления на события в жизни. Помимо своей пасторской деятельности, он также является основателем Благотворительного фонда «Возрождение». Фонд оказывает гуманитарную помощь различным категориям нуждающихся, включая ветеранов, военных, пожилых людей, онкобольных и инвалидов.

## Современная деятельность
Владимир Мунтян в настоящее время находится в итальянской коммуне рядом с Римом. Основные мероприятия «Возрождения» проводятся в Украине и Европе, но филиалы также действуют в России и других странах СНГ. Мунтян активно ведет служения онлайн, организуя телекрусейды и молитвы, а также управляет своими социальными сетями.Его международное служение продолжает расти, охватывая всё большее количество стран и людей.

## Музыкальная деятельность
Владимир Мунтян совместно с MOON Records выпустил свой первый музыкальный альбом под названием «Ночи и дни». В ранней юности Владимир писал стихи, играл на гитаре и пел душевные песни. Сейчас он стремится донести до слушателей глубокие мысли, такие как поиск истины и смысла жизни, через своё музыкальное творчество.